# Kamtjatkapipare
Kamtjatkapipare (Anarhynchus mongolus) är en asiatisk fågel i familjen pipare som häckar i ett område kring Ochotska havet och som är nära släkt med både tibetpipare och ökenpipare. Fram tills nyligen behandlades också tibetpipare och kamtjatkapipare som den gemensamma arten mongolpipare.

## Utbredning och systematik
Kamtjatkapiparen är en flyttfågel med ett fragmenterat häckningsområde i östra Sibirien kring Ochotska havet, med populationer på bland annat Tjuktjerhalvön och i Kamtjatka. Den övervintrar från Taiwan och söderut genom östra Indonesien till Australien. Tillfälligt påträffas den i Europa.
Kamtjatkapiparen delas upp i två underarter med följande häckningsområden:
- Anarhynchus mongolus mongolus – häckar i östra Sibirien och östligaste Ryssland, på platåer ovan trädgräns samt på stränder runt Ochotska havet
- Anarhynchus mongolus stegmanni – häckar från Kamtjatka till Tjuktjerhalvön samt Kommendörsöarna och nordligaste Kurilerna

Efter häckning flyttar kamtjatkapiparen söderut via Japan, Taiwan och Filippinerna till de huvudsakliga övervintringsområdena i Australien, men även från Bali österut till Nya Guinea och Melanesien. Enstaka fynd görs i Mongoliet under flyttningen och åtminstone på våren rastar den på stränder i östra Kina. Överlappningsområdet med tibetpipare under flyttningen är mycket begränsat, men de har noterats sida vid sida på Taiwan och i sydöstra Kina. På sensommaren förekommer den även sällsynt i Alaska och söderut längs med västkusten i Nordamerika. 

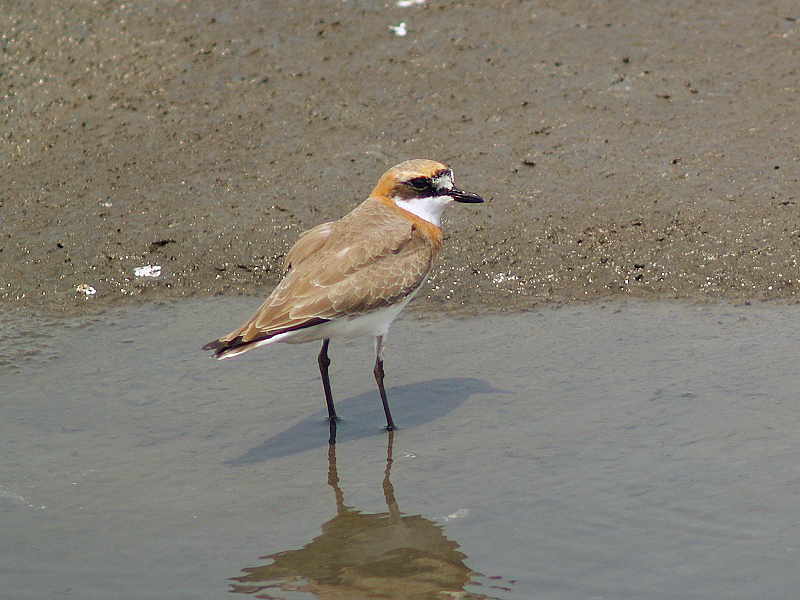
Hane kamtjatkapipare i häckningsdräkt fotograferad på Taiwan.

### Artstatus
Kamtjatkapiparen behandlades fram tills nyligen tillsammans med tibetpiparen (Anarhynchus atrifrons) som en och samma art – mongolpipare. En studie av mitokondriellt DNA och helgenomsekvensering av mongolus-gruppen, atrifrons-gruppen och leschenaultii-gruppen visade att taxonet mongolpipare var parafyletisk, då alla individer från den nordliga mongolus-gruppen var närmare släkt med ökenpipare än med de sydliga mongolpiparna från atrifrons-gruppen. Studien omfattade även akustiska analyser av de tre grupperna som visade att det med säkerhet går att särskilja de tre baserat på deras läten. Utifrån dessa data, tillsammans med skillnader i dräkt och morfologi, delade därför BirdLife Sverige taxonet mongolpipare upp i två arter i oktober 2022.

### Släktskap med andra strandpipare
Kamtjatkapiparen bildar en grupp tillsammans med tibetpipare, ökenpipare, kaspisk pipare och orientpipare. Hittills har dessa placerats i Charadrius, men flera genetiska studier har visat att arterna i släktet inte är varandras närmaste släktingar. Istället är en stor grupp strandpipare, däribland kamtjatkapiparen, närmare släkt med vipor i Vanellus och andra udda pipare som australiska inlandspiparen (Peltohyas australis) och nyzeeländska snednäbben (Anarhynchus frontalis) än med typarten för släktet större strandpipare.  Tongivande Clements m.fl. implementerade 2023 dessa resultat i sin systematik, vilket medfört att denna grupp lyfts ur Charadrius och istället förenats med snednäbben i släktet Anarhynchus.

### Förekomst i Europa
Kamtjatkapiparen är en mycket sällsynt gäst i Europa, där Sverige utmärker sig med fem fynd, den första 1988 vid Svartåmynningen vid Roxen i Östergötland. I övrigt finns ett fynd från Norge 2002, tre från Storbritannien och ett fynd av en obestämd kamtjatka- eller tibetpipare plus ytterligare ett handfull fynd. De flesta fynd av både kamtjatka- och tibet pipare har gjorts från mitten av juni till mitten av augusti.

## Utseende
Kamtjatkapiparen är, liksom tibetpiparen, något större än större strandpipare, med kraftigare kroppsbyggnad och längre ben och näbb. Benen, ögonen och den dolkformade näbben är i alla dräkter mörka. I sommardräkt är de bruna på översidan gråbrun och på undersidan vit. Hjässa nacke och bröst har en roströd ton. Förutom en svart ögonmask som sträcker sig från tygel till kind är ansiktet vitt ned på strupen. Honans dräkt är lik hanens men mattare i färgerna. I vinterdräkt påminner den om svartbent strandpipare, men är större och saknar vitt i nacken och på stjärtsidorna.
Både kamtjatkapiparen och tibetpiparen är i alla dräkter mycket lik ökenpiparen, men skiljer sig i kroppsbyggnad och storlek: något mindre, proportionellt större huvud, mindre och trubbigare näbb samt mörkare ben med kortare tibia. Dessutom har de i häckningsdräkt annorlunda vit teckning i ansiktet, tydligare vitt vingband och oftast mörkare ben.
Jämfört med tibetpipare är kamtjatkapiparen kompaktare och mer kortbent. Ovan är den mörkare och kallare grå med skiffergrå fläckar på flankerna, något som tibetpiparen saknar. Vidare har den bredare mörk övergump, med kontrasterande mörkare stjärtband. I flykten sticker inte eller mycket sällan tårna utanför stjärtkanten och vingundersidorna är generellt mörkare. Hos häckande hanar är skillnaden tydlig, med djupare röd färg men avsaknad av orangefärgade inslag på ryggen. Ryggens grå färg fortsätter över vingknogen och nerför flankerna. Den vita teckningen i pannan är tydlig, med två stora ovaler som liknats vid pannteckningen hos halsbandsflugsnappare. Honans teckning i pannan är en svagare variant av hanens, med mörkare gråsvart kind än hos hona tibetpipare, rent vit panna ofta avgränsat av en svartaktig kant mot en mörkare panna och ett mer distinkt ögonbrynsstreck.

## Läte
Lätet, som oftast hörs i flykten, är ett mjukt drillande "puriri" eller "prrrp" påminnande om roskarlen, men även vassare "kip-ip" hörs. Spellätet är unikt, ett kort och raspigt läte som i engelsk litteratur återges "trit-it-it-it-turkwheeoo". Skillnader i läten mellan kamtjatkapipare och tibetpipare har inte beskrivits.

## Ekologi
Vissa uppgifter nedan kan gälla mongolpiparen som helhet, det vill säga kamtjatkapiparen och tibetpiparen.
Både kamtjatkapiparen och tibetpiparen häckar över trädgränsen i bergstrakter. I Sibirien och på Kommendörsöarna häckar den också vid havsnivån bland sanddyner sanddyner och klapperstensstränder utmed kusten. Boet är en uppskrapad grop i marken, ibland i fotspår från boskap eller intill buskar och stora stenar.
Vintertid förekommer den nästan uteslutande utmed kusten på sandstränder, tidvattensslätter och sanddyner. Ibland ses den även i mangroveträsk och påträffas födosökande på exponerade korallrev. Mycket sällsynt frekventerar den kustbelägna flygfält och under flyttningen kan den också påträffas utmed sjö- och flodstränder inåt landet.

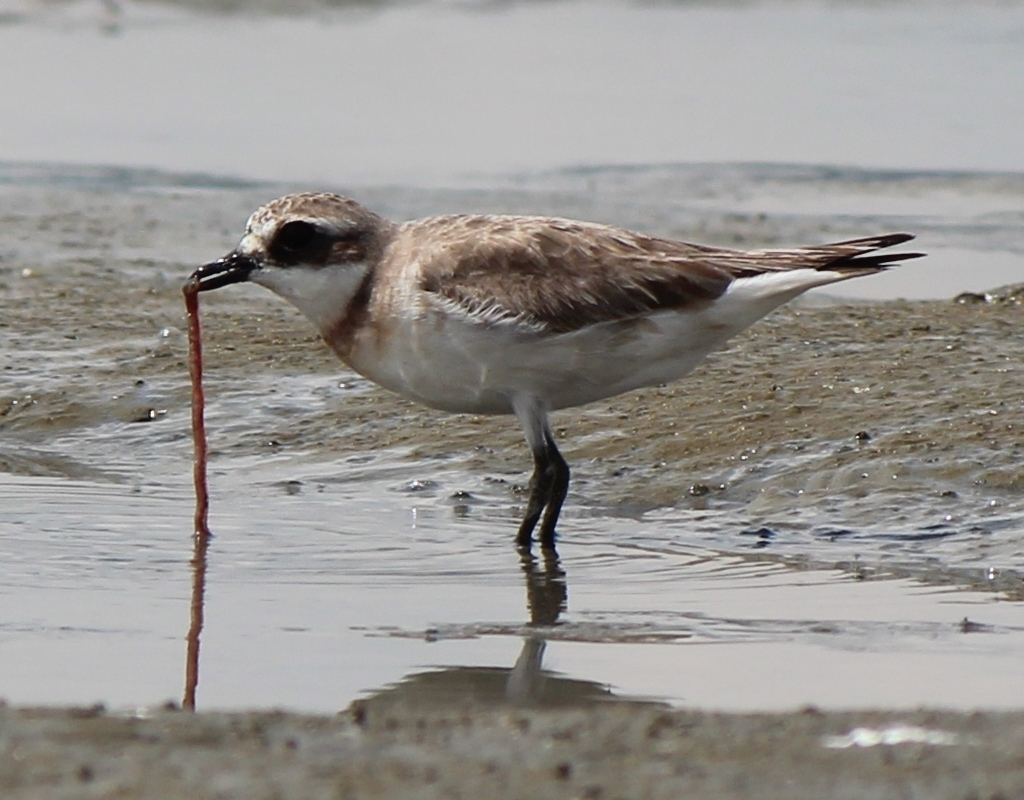
Kamtjatkapipare av underarten stegmanni som fått tag i en havsborstmask.

Under häckningstid lever mongolpiparen av insekter som skalbaggar, vivlar och fluglarver samt krabbor. Vintertid tar den också insekter och kräftdjur, men även mollusker och havsborstmaskar. Arten är huvudsakligen daglevande, men kan ibland födosöka månklara nätter.

## Status och hot
Kamtjatkapiparen tros minska mycket kraftigt i antal. Liksom flera andra östasiatiska vadararter drabbas den av habitatförstörelse i övervintringsområden och framför allt utmed flyttvägarna, där exploatering och invasiva Spartina-gräs på kort tid påverkat rastlokaler utmed Gula havet. Upp till 65 % av levnadsmiljön har förlorats de senaste 50 åren och försvinner i nuläget med över en procent årligen sedan 1980-talet till förmån för jordbruk och annan exploatering. Den tros även drabbas av habitatförlust i Australien till följd av expanderande jordbruk, förändringar av vattennivåer och störningar från turism. Internationella naturvårdsunionen IUCN kategoriserar den därför som starkt hotad. Klimatförändringar kan möjligen också påverka dess häckningslokaler, men kunskapen om hur det påverkar kamtjatkapiparens bestånd är begränsad. Världspopulationen uppskattas till endast mellan 18 000 och 50 000 vuxna individer.